# TODOME
『TODOME』（とどめ）は、MOSHIMOの3枚目のミニアルバム。2019年3月13日にラストラム・ミュージックエンタテインメントから発売された。

## 概要
前作『圧倒的少女漫画ストーリー』から約1年ぶりのアルバムリリースとなった。今作は、ライブのための一枚にすることを意識して制作したという。
アルバムリリースを記念して、音楽ストリーミングサービス「AWA」では、フェスで踊って楽しみたい楽曲をコンセプトにMOSHIMOが選曲したプレイリストが公開された。
なお、MOSHIMOがラストラム・ミュージックエンタテインメントからリリースした作品は本作が最後となる。またベース宮原颯とドラム本多響平の脱退前最後の作品となる。

## 収録内容
| 全作詞・作曲: 岩淵紗貴・一瀬貴之。 |                                  |                      |                      |                |      |
| #                                  | タイトル                         | 作詞                 | 作曲・編曲           | 編曲           | 時間 |
| 1.                                 | 「電光石火ジェラシー」           | 岩淵紗貴 ・ 一瀬貴之 | 岩淵紗貴 ・ 一瀬貴之 | 一瀬貴之、pw.a | 4:36 |
| 2.                                 | 「ヤダヤダ」                     | 岩淵紗貴 ・ 一瀬貴之 | 岩淵紗貴 ・ 一瀬貴之 | 一瀬貴之       | 4:22 |
| 3.                                 | 「釣った魚にエサやれ」           | 岩淵紗貴 ・ 一瀬貴之 | 岩淵紗貴 ・ 一瀬貴之 | 一瀬貴之       | 3:56 |
| 4.                                 | 「Yankee」                       | 岩淵紗貴 ・ 一瀬貴之 | 岩淵紗貴 ・ 一瀬貴之 | 一瀬貴之、pw.a | 3:25 |
| 5.                                 | 「いいじゃん」                   | 岩淵紗貴 ・ 一瀬貴之 | 岩淵紗貴 ・ 一瀬貴之 | 一瀬貴之       | 2:55 |
| 6.                                 | 「美女と野獣の逆はないよね」     | 岩淵紗貴 ・ 一瀬貴之 | 岩淵紗貴 ・ 一瀬貴之 | 一瀬貴之、pw.a | 3:26 |
| 7.                                 | 「浮気をするならバレずにやれよ」 | 岩淵紗貴 ・ 一瀬貴之 | 岩淵紗貴 ・ 一瀬貴之 | 一瀬貴之       | 3:33 |

## タイアップ
いいじゃん
2019年度 広島女学院大学 CMソング